# Liufau Sonoma
Liufau Tanielu Sonoma Unutoa (mất ngày 4 tháng 8 năm 2009) là một chính trị gia người Samoa thuộc Mỹ.
Sonoma từng là trưởng làng Aua, Samoa thuộc Mỹ. Ông cũng phục vụ trong Thượng viện Samoa thuộc Hoa Kỳ. Sonoma là một nhà khí tượng học ở Cơ quan Khí quyển và Đại dương Quốc gia.